# 방문 기록
방문 기록, 웹 브라우징 기록(web browsing history)은 웹 브라우저에서 사용자가 방문한 웹사이트의 URL를 기록하는 기능 또는 그렇게 기록된 URL의 목록을 가리킨다. 대부분의 브라우징 프로그램은 방문 기록 기능을 가지고 있으며, 계정 동기화등을 통하여 여러 기기간의 연동이 가능한 경우도 있다.
이전에 방문한 페이지로 돌아가기 위한 역사 목록을 사용자에게 제공할 목적으로 웹 브라우저에 의해 로컬에서 가장 중요한 저장되는 것이 보통이다. 사용자의 관심사, 요구, 취미를 반영할 수 있다.